# Nicola Capria
Nicola Capria (ur. 6 listopada 1932 w Rosarno, zm. 31 stycznia 2009 w Rzymie) – włoski polityk, prawnik i samorządowiec związany z Sycylią, deputowany, kilkakrotnie minister.

## Życiorys
Od dzieciństwa mieszkał w Mesynie. Ukończył studia prawnicze, po czym podjął praktykę w zawodzie adwokata. Zaangażował się w działalność Włoskiej Partii Socjalistycznej (PSI). Został wybrany do rady miejskiej Mesyny, a w latach 1967–1974 był posłem do Sycylijskiego Zgromadzenia Regionalnego. W 1971 objął stanowisko asesora do spraw przemysłu i handlu, a następnie w tym samym roku również stanowisko wiceprzewodniczącego regionalnego rządu. Funkcje te pełnił do 1974.
W 1976 po raz pierwszy został wybrany do Izby Deputowanych. Z powodzeniem ubiegał się o reelekcję w czterech kolejnych wyborach, zasiadając w niższej izbie włoskiego parlamentu nieprzerwanie do 1994 jako poseł VII, VIII, IX, X i XI kadencji. Był m.in. sekretarzem sycylijskich struktur PSI i przewodniczącym frakcji poselskiej socjalistów.
Obejmował różne stanowiska rządowe. W kwietniu 1980 został ministrem bez teki do spraw sytuacji nadzwyczajnych w Mezzogiorno. W czerwcu 1981 przeszedł na urząd ministra handlu zagranicznego, który sprawował do sierpnia 1986. Następnie do kwietnia 1987 pełnił funkcję ministra turystyki. Po raz ostatni wchodził w skład rządu od kwietnia 1991 do czerwca 1992 jako minister bez teki do spraw koordynacji obrony cywilnej.
W 1994, w okresie ujawniania afer korupcyjnych, został również objęty postępowaniem karnym. Zarzuty wobec niego nie zostały potwierdzone. Nicola Capria zrezygnował jednak wówczas z aktywności politycznej.